# Janowiec (góra)
Janowiec (884 m n.p.m.) – góra w północnej części Masywu Śnieżnika, w grzbiecie odchodzącym na północny wschód od Żmijowca i kończącym się Krzyżnikiem w pobliżu Stronia Śląskiego. Pomiędzy Żmijowcem a Janowcem wznosi się Rudka.

## Położenie i opis
Wznosi się ponad dwiema dolinami rzek: Kleśnicy przepływającej po wschodniej stronie i Siennej Wody od zachodu. U jego stóp leży od południa Kletno, od wschodu Stara Morawa, zaś od zachodu Janowa Góra. Pod północne podnóża Janowca dochodzą ostatnie zabudowania wsi Stronie-Wieś.
Zbudowana z łupków łyszczykowych z wkładkami marmurów (wapieni krystalicznych) i amfibolitów serii strońskiej, należących do metamorfiku Lądka i Śnieżnika. W jej wschodnim stoku znajduje się Jaskinia Kontaktowa.

## Szlaki turystyczne
Północno-wschodnim i wschodnim stokiem Janowca, wzdłuż brzegu lasu przechodzi  szlak turystyczny ze Stronia Śląskiego na Halę pod Śnieżnikiem. 